# Premio Bram Stoker alla Narrativa per ragazzi
Il premio Bram Stoker alla Narrativa per ragazzi (Bram Stoker Award for Best Work for Young Readers) è un premio letterario assegnato dal 1998 nell'ambito dei Premi Bram Stoker dalla Horror Writers Association (HWA) alla Narrativa per ragazzi (Work for Young Readers) di qualità superiore ("superior achievement", non "best novel"), non più assegnato dal 2004.

## Albo d'oro
L'anno si riferisce al periodo di pubblicazione preso in considerazione, mentre i premi sono assegnati l'anno successivo.
I vincitori sono indicati in grassetto, a seguire gli altri candidati.

### Anni 1998-2004
- 1998: Bigger than Death di Nancy Etchemendy
  - The Dollhouse that Time Forgot di Mike Ford
  - The Angel Chronicles di Nancy Holder
  - Hungry Ghosts di Ellen Steiber
- 1999: Harry Potter and the Prisoner of Azkaban di J. K. Rowling
  - Something Lumber This Way Comes di Joe R. Lansdale
  - Creepy Susie and 13 Other Tragic Tales for Troubled Children di Angus Oblong
- 2000: The Power of Un di Nancy Etchemendy
  - Harry Potter and the Goblet of Fire di J. K. Rowling
  - Be Afraid! di Edo van Belkom
  - The Christmas Trilogy di F. Paul Wilson
- 2001: The Willo Files 2 di Yvonne Navarro
  - Prowlers di Christopher Golden
- 2002: Coraline di Neil Gaiman
  - Abarat di Clive Barker
  - Cat in Glass and Other Tales of the Unnatural di Nancy Etchemendy
  - Abu and the 7 Marvels di Richard Matheson e William Stout
- 2003: Harry Potter and the Order of the Phoenix di J. K. Rowling
  - Even Odder: More Stories To Chill The Heart di Steve Burt
  - The Oracle di Catherine Fisher
  - The Wolves in the Walls di Neil Gaiman e Dave McKean
  - A Stir of Bones di Nina Kiriki Hoffman
- 2004: Abarat: Days of Magic, Nights of War di Clive Barker ex aequo Oddest Yet di Steve Burt
  - Robot Santa: The Further Adventures of Santa's Twin di Dean Koontz
  - Fall (serie della Witch Season) di Jeff Mariotte